# Upstairs, Downstairs
Upstairs, Downstairs (en España: Arriba y abajo y en Hispanoamérica: Los de arriba y los de abajo) es una serie de televisión de origen británico que relata los acontecimientos que suceden en el domicilio de la familia Bellamy, situado en el 165 de Eaton Place, en Londres, Inglaterra.
La serie abarca las tres primeras décadas del siglo XX y nos da a conocer cómo vivían dos grupos de personas: por un lado, la familia Bellamy, compuesta por Richard (un político), Lady Marjorie (hija de un aristócrata), James (el hijo de ambos, militar) y Elizabeth (la hija de ambos), y, por el otro, los miembros de la servidumbre: Hudson (mayordomo), la señora Bridges (cocinera), Rose (sirvienta) y otros personajes.
Durante las cinco temporadas que duró la serie, relataba las peripecias de la familia mezcladas con momentos históricos como el hundimiento del Titanic, la Primera Guerra Mundial o el crack del 29 y de qué modo estos hechos afectaron sus vidas.
La serie fue una idea de las actrices Jean Marsh y Eileen Atkins. Originalmente iba a ser una comedia sobre dos criadas, interpretadas por Marsh y Atkins, que trabajaban en una gran casa de campo inglesa en la época victoriana. Con el paso del tiempo el proyecto pasó de comedia a drama y se cambió el escenario a una casa situada en el barrio londinense de Belgravia. Por problemas de agenda Eileen Atkins tuvo que abandonar el proyecto.
En 1969 la productora Sagitta Productions ofrece el proyecto a Granada Television, pero lo rechaza al tener en producción otro drama de época. Al final es London Weekend Television quien se interesa por el proyecto encargando una temporada de 13 episodios, estrenándose el domingo 10 de octubre de 1971.

## Personajes
| Los de arriba         | Los de arriba    | Los de arriba              | Los de arriba          |
| --------------------- | ---------------- | -------------------------- | ---------------------- |
| Personaje             | Actor            | Rol en la familia          | Temporadas             |
| Richard Bellamy       | David Langton    | Señor de la casa           | 1ª - 2ª - 3ª - 4ª - 5ª |
| Lady Marjorie Bellamy | Rachel Gurney    | Mujer de Richard           | 1ª - 2ª - 3ª           |
| James Bellamy         | Simon Williams   | Hijo de Richard y Marjorie | 1ª - 2ª - 3ª - 4ª - 5ª |
| Elizabeth Bellamy     | Nicola Pagett    | Hija de Richard y Marjorie | 1ª - 2ª                |
| Georgina Worsley      | Lesley-Anne Down | Sobrina de Marjorie        | 3ª - 4ª - 5ª           |
| Hazel Bellamy         | Meg Wynn Owen    | Esposa de James            | 3ª - 4ª                |
| Lawrence Kirbridge    | Ian Ogilvy       | Marido de Elizabeth        | 1ª - 2ª                |
| Virginia Bellamy      | Hannah Gordon    | Segunda mujer de Richard   | 4ª - 5ª                |
| Lady Prudence Fairfax | Joan Benham      | Amiga de la familia        | 1ª - 2ª - 3ª - 4ª - 5ª |
| Sir Geoffrey Dillon   | Raymond Huntley  | Abogado de la familia      | 1ª - 2ª - 3ª - 4ª - 5ª |

| Los de abajo     | Los de abajo      | Los de abajo              | Los de abajo           |
| ---------------- | ----------------- | ------------------------- | ---------------------- |
| Personaje        | Actor             | Puesto en el servicio     | Temporadas             |
| Angus Hudson     | Gordon Jackson    | Mayordomo                 | 1ª - 2ª - 3ª - 4ª - 5ª |
| Kate Bridges     | Angela Baddeley   | Cocinera                  | 1ª - 2ª - 3ª - 4ª - 5ª |
| Rose Buck        | Jean Marsh        | Primera doncella          | 1ª - 2ª - 3ª - 4ª - 5ª |
| Edward Barnes    | Christopher Beeny | Lacayo                    | 1ª - 2ª - 3ª - 4ª - 5ª |
| Ruby Finch       | Jenny Tomasin     | Ayudante de cocina        | 2ª - 3ª - 4ª - 5ª      |
| Sarah Moffat     | Pauline Collins   | Segunda doncella          | 1ª - 2ª                |
| Daisy Barnes     | Jacqueline Tong   | Segunda doncella          | 3ª - 4ª - 5ª           |
| Maud Roberts     | Patsy Smart       | Doncella de Lady Marjorie | 1ª - 2ª - 3ª           |
| Pearce           | Brian Osborne     | Cochero                   | 1ª - 2ª                |
| Thomas Watkins   | John Alderton     | Chófer                    | 2ª                     |
| Alfred Harris    | George Innes      | Lacayo                    | 1ª                     |
| Emily            | Evin Crowley      | Ayudante de cocina        | 1ª                     |
| Frederick Norton | Gareth Hunt       | Lacayo                    | 4ª - 5ª                |
| Lily Hawkins     | Karen Dotrice     | Segunda doncella          | 5ª                     |

## Épisodios

### 1.ª temporada
| N.º | Título Original            | Título en Español         | Fecha Ambientación | Fecha de Estreno        |
| --- | -------------------------- | ------------------------- | ------------------ | ----------------------- |
| 01  | On trial                   | A prueba                  | Noviembre de 1903  | 10 de octubre de 1971   |
| 02  | The Mistress and the Maids | La señora y las doncellas | Junio de 1904      | 17 de octubre de 1971   |
| 03  | Board Wages                | Tabla de salarios         | Agosto de 1904     | 24 de octubre de 1971   |
| 04  | The Path of Duty           | El sendero del deber      | Mayo de 1905       | 31 de octubre de 1971   |
| 05  | A Suitable Marriage        | Un matrimonio adecuado    | Diciembre de 1905  | 7 de noviembre de 1971  |
| 06  | A Cry for Help             | Una llamada de auxilio    | Octubre de 1906    | 14 de noviembre de 1971 |
| 07  | Magic Casements            | Cofres mágicos            | Verano de 1906     | 23 de enero de 1972     |
| 08  | I Dies from Love           | Morir de amor             | Abril de 1907      | 30 de enero de 1972     |
| 09  | Why Is Her Door Locked?    | La puerta cerrada         | Noviembre de 1907  | 6 de febrero de 1972    |
| 10  | A Voice from the Past      | Una voz del pasado        | Otoño de 1908      | 13 de febrero de 1972   |
| 11  | The Swedish Tiger          | El tigre sueco            | Octubre de 1908    | 20 de febrero de 1972   |
| 12  | The Key of the Door        | La llave de la puerta     | Invierno de 1908   | 27 de febrero de 1972   |
| 13  | For Love of Love           | Por amor al amor          | Junio de 1909      | 20 de marzo de 1972     |

### 2ª temporada
La segunda temporada comienza en 1908, los guionistas decidieron dar un salto de un año atrás y fue por ese motivo por el que se dejaron de introducir al principio del capítulo las fechas.
| N.º | Título Original         | Título en Español        | Fecha Ambientación | Fecha de Estreno        |
| --- | ----------------------- | ------------------------ | ------------------ | ----------------------- |
| 01  | The New Man             | El nuevo                 | Verano de 1908     | 21 de octubre de 1972   |
| 02  | A Pair of Exiles        | Los desterrados          | Verano de 1908     | 28 de octubre de 1972   |
| 03  | Married Love            | Amor Conyugal            | Otoño de 1908      | 4 de noviembre de 1972  |
| 04  | Whom God Hath Joined... | Lo que Dios ha unido     | Navidad de 1908    | 10 de noviembre de 1972 |
| 05  | Guest of Honour         | Invitado de honor        | Febrero de 1909    | 17 de noviembre de 1972 |
| 06  | The Property of a Lady  | Pertenencias de una dama | Primavera de 1909  | 24 de noviembre de 1972 |
| 07  | Your Obedient Servant   | Su fiel servidor         | Primavera de 1909  | 1 de diciembre de 1972  |
| 08  | Out of the Everywhere   | Nanny                    | Primavera de 1909  | 8 de diciembre de 1972  |
| 09  | An Object of Value      | Un objeto de valor       | Primavera de 1909  | 15 de diciembre de 1972 |
| 10  | A Special Mischief      | Una travesura especial   | Verano de 1909     | 29 de diciembre de 1972 |
| 11  | The Fruits of Love      | Los frutos del amor      | Verano de 1909     | 5 de enero de 1973      |
| 12  | The Wages of Sin        | El salario del pecado    | Febrero de 1910    | 12 de enero de 1973     |
| 13  | A Family Gathering      | Una reunión de familia   | Mayo de 1910       | 19 de enero de 1973     |

### 3ª temporada
| N.º | Título Original      | Título en Español     | Época Ambientación | Fecha de Estreno        |
| --- | -------------------- | --------------------- | ------------------ | ----------------------- |
| 01  | Miss Forrest         | La señorita Forrest   | Primavera de 1912  | 27 de octubre de 1973   |
| 02  | A House Divided      | Una casa dividida     | Primavera de 1912  | 3 de noviembre de 1973  |
| 03  | A Change of Scene    | Un cambio de escena   | Verano de 1912     | 10 de noviembre de 1973 |
| 04  | A Family Secret      | Un secreto de familia | Otoño de 1912      | 17 de noviembre de 1973 |
| 05  | Rose's Pigeon        | La paloma de Rose     | Invierno de 1913   | 24 de noviembre de 1973 |
| 06  | Desirous of Change   | Deseos de cambio      | Invierno de 1913   | 1 de diciembre de 1973  |
| 07  | Word of Honour       | Palabra de honor      | Primavera de 1913  | 8 de diciembre de 1973  |
| 08  | The Bolter           | El caballo desbocado  | Verano de 1913     | 15 de diciembre de 1973 |
| 09  | Goodwill to All Men  | Paz en la tierra      | Navidad de 1913    | 22 de diciembre de 1973 |
| 10  | What the Footman Saw | Lo que vio el lacayo  | Invierno de 1914   | 29 de diciembre de 1973 |
| 11  | A Perfect Stranger   | Un perfecto extraño   | Primavera de 1914  | 5 de enero de 1974      |
| 12  | Distant Thunder      | Truenos lejanos       | Verano de 1914     | 12 de enero de 1974     |
| 13  | The Sudden Storm     | La tormenta repentina | Verano de 1914     | 19 de enero de 1974     |

### 4ª temporada
| N.º | Título Original                        | Título en Español                      | Época de Ambientación | Fecha de Estreno         |
| --- | -------------------------------------- | -------------------------------------- | --------------------- | ------------------------ |
| 01  | A Patriotic Offering                   | Una ofrenda patriótica                 | Otoño de 1914         | 14 de septiembre de 1974 |
| 02  | News from the Front                    | Noticias del frente                    | Invierno de 1915      | 21 de septiembre de 1974 |
| 03  | The Beastly Hun                        | La crueldad de la guerra               | Primavera de 1915     | 28 de septiembre de 1974 |
| 04  | Women Shall Not Weep                   | Sin tiempo para llorar                 | Otoño de 1915         | 5 de octubre de 1974     |
| 05  | The Glorious Dead                      | Esfuerzo supremo                       | Invierno de 1916      | 12 de octubre de 1974    |
| 06  | Home Fires                             | Problemas domésticos                   | Primavera de 1916     | 19 de octubre de 1974    |
| 07  | If You Were the Only Girl in the World | Aunque fueses la única chica del mundo | Verano de 1916        | 26 de octubre de 1974    |
| 08  | The Glorious Dead                      | Muerte gloriosa                        | Otoño de 1916         | 2 de noviembre de 1974   |
| 09  | Another Year                           | Un nuevo año                           | Navidad de 1916       | 9 de noviembre de 1974   |
| 10  | The Hero's Farewell                    | El adiós del héroe                     | Otoño de 1917         | 16 de noviembre de 1974  |
| 11  | Missing Believed Killed                | Desaparecido. Se supone muerto         | Otoño de 1917         | 23 de noviembre de 1974  |
| 12  | Facing Fearful Odds                    | Enfrentándose al temible destino       | Primavera de 1918     | 30 de noviembre de 1974  |
| 13  | Peace Out of Pain                      | Paz sin dolor                          | Otoño de 1918         | 7 de diciembre de 1974   |

### 5ª temporada
| N.º | Título Original              | Título en Español               | Fecha Ambientación | Fecha de Estreno         |
| --- | ---------------------------- | ------------------------------- | ------------------ | ------------------------ |
| 01  | On with the Dance            | Que siga el baile               | Verano de 2019     | 7 de septiembre de 1975  |
| 02  | A Place in the World         | Un lugar en el mundo            | Invierno 1920      | 14 de septiembre de 1975 |
| 03  | Laugh a Little Louder Please | Rie un poco más alto, por favor | Verano de 1921     | 21 de septiembre de 1975 |
| 04  | The Joy Ride                 | Vuelo de placer                 | Otoño de 1921      | 28 de septiembre de 1975 |
| 05  | Wanted – A Good Home         | Se busca un buen hogar          | Primavera de 1922  | 5 de octubre de 1975     |
| 06  | An Old Flame                 | Una antigua amistad             | Primavera de 1923  | 12 de octubre de 1975    |
| 07  | Disillusion                  | Desencanto                      | Primavera de 1925  | 19 de octubre de 1975    |
| 08  | Such a Lovely Man            | Un hombre encantador            | Verano de 1925     | 26 de octubre de 1975    |
| 09  | The Nine Days Wonder         | Nueve días insólitos            | Primavera de 1926  | 2 de noviembre de 1975   |
| 10  | The Understudy               | El suplente                     | Otoño de 1926      | 9 de noviembre de 1975   |
| 11  | Alberto                      | Alberto                         | Verano de 1927     | 16 de noviembre de 1975  |
| 12  | Will Ye No Come Back Again   | Nunca mas has de volver         | Verano de 1928     | 23 de noviembre de 1975  |
| 13  | Joke Over                    | Fin de juerga                   | Verano de 1928     | 30 de noviembre de 1975  |
| 14  | Noblesse Oblige              | Nobleza obliga                  | Verano de 1929     | 7 de diciembre de 1975   |
| 15  | All the King's Horses        | Ni todo el poder del mundo      | Otoño de 1929      | 14 de diciembre de 1975  |
| 16  | Whither Shall I Wander?      | ¿A donde iré a parar?           | Verano de 1930     | 21 de diciembre de 1975  |

## Emisión en España
La serie se estrenó en España el martes 21 de abril de 1981 por el segundo canal de Televisión Española. Se mantuvo en ese día de emisión (martes a las 21:30 horas) hasta su finalización.
Pasados unos meses se repone, esta vez por el primer canal de TVE a partir del 19 de octubre de 1982, emitiendo un capítulo de lunes a jueves a las 16:00 horas.
El doblaje se realizó en los estudios CINEARTE de Madrid bajo la dirección de José Ángel Juanes, contando con las siguientes voces
| Personaje             | Actor de doblaje     |
| Richard Bellamy       | Félix Acaso          |
| Lady Marjorie Bellamy | María Romero         |
| James Bellamy         | Juan Miguel Cuesta   |
| Elizabeth Bellamy     | Sélica Torcal        |
| Georgina Worsley      | Ángela González      |
| Hazel Bellamy         | Paloma Escola        |
| Lawrence Kirbridge    | Víctor Agramunt      |
| Virginia Bellamy      | María Massip         |
| Lady Prudence Fairfax | Mari Ángeles Herranz |
| Sir Geoffrey Dillon   | Teófilo Martínez     |
| Angus Hudson          | José Ángel Juanes    |
| Kate Bridges          | Matilde Conesa       |
| Rose Buck             | María del Puy        |
| Edward Barnes         | Juan Lombardero      |
| Ruby Finch            | Conchita Goyanes     |
| Sarah Moffat          | Gloria Cámara        |
| Daisy Barnes          | Amelia Jara          |
| Maud Roberts          | Ana Díaz Plana       |
| Pearce                | José Caride          |
| Thomas Watkins        | Javier Franquelo     |
| Alfred Harris         | Luis Gaspar          |
| Emily                 | Ángela González      |
| Frederick Norton      | Luis Porcar          |
| Lilly                 | Carolina Montijano   |

## Premios
BAFTA
| Año  | Categoría                  | Candidato                  | Episodio         | Resultado |
| ---- | -------------------------- | -------------------------- | ---------------- | --------- |
| 1972 | Mejor producción dramática | Mejor producción dramática | «On Trial»       | Nominado  |
| 1973 | Mejor actriz               | Pauline Collins            | Pauline Collins  | Nominada  |
| 1973 | Mejor diseño               | John Clements              | John Clements    | Nominado  |
| 1973 | Mejor serie dramática      | John Hawkesworth           | John Hawkesworth | Ganador   |
| 1974 | Mejor serie dramática      | John Hawkesworth           | John Hawkesworth | Ganador   |
| 1975 | Mejor actor                | Gordon Jackson             | Gordon Jackson   | Nominado  |
| 1975 | Mejor serie dramática      | John Hawkesworth           | John Hawkesworth | Nominado  |
| 1976 | Mejor diseño               | Sheila Jackson             | Sheila Jackson   | Nominada  |
| 1976 | Mejor serie dramática      | John Hawkesworth           | John Hawkesworth | Nominado  |

Premios del Gremio de Escritores del Reino Unido
| Año  | Categoría             | Candidato                                                                                  | Resultado |
| ---- | --------------------- | ------------------------------------------------------------------------------------------ | --------- |
| 1973 | Mejor serie británica | Equipo de guionistas                                                                       | Ganadores |
| 1974 | Mejor serie británica | Alfred Shaughnessy Rosemary Anne Sisson Jeremy Paul John Hawkesworth Elizabeth Jane Howard | Ganadores |

Globos de Oro
| Año  | Categoría                       | Candidato             | Resultado |
| ---- | ------------------------------- | --------------------- | --------- |
| 1974 | Mejor serie dramática           | Mejor serie dramática | Ganadora  |
| 1974 | Mejor actriz en serie dramática | Jean Marsh            | Nominada  |
| 1976 | Mejor actriz en serie dramática | Jean Marsh            | Nominada  |
| 1977 | Mejor serie dramática           | Mejor serie dramática | Nominada  |

Primetime Emmy
| Año  | Categoría                                  | Candidato                        | Episodio                         | Resultado |
| ---- | ------------------------------------------ | -------------------------------- | -------------------------------- | --------- |
| 1974 | Mejor serie dramática                      | Mejor serie dramática            | Mejor serie dramática            | Ganadora  |
| 1974 | Mejor actriz en serie dramática            | Jean Marsh                       | Jean Marsh                       | Nominada  |
| 1975 | Mejor serie dramática                      | Mejor serie dramática            | Mejor serie dramática            | Ganadora  |
| 1975 | Mejor actriz en serie dramática            | Jean Marsh                       | Jean Marsh                       | Ganadora  |
| 1975 | Mejor actriz de reparto en serie dramática | Angela Baddeley                  | Angela Baddeley                  | Nominada  |
| 1975 | Mejor dirección en serie dramática         | Bill Bain                        | «The Sudden Storm»               | Ganador   |
| 1975 | Mejor guion en serie dramática             | John Hawkesworth                 | «The Bolter»                     | Nominado  |
| 1975 | Mejor guion en serie dramática             | Alfred Shaughnessy               | «Miss Forrest»                   | Nominado  |
| 1976 | Mejor serie de duración limitada           | Mejor serie de duración limitada | Mejor serie de duración limitada | Ganadora  |
| 1976 | Mejor actriz en serie de duración limitada | Jean Marsh                       | Jean Marsh                       | Nominada  |
| 1976 | Mejor actriz de reparto en serie dramática | Angela Baddeley                  | Angela Baddeley                  | Nominada  |
| 1976 | Mejor actor secundario en una serie        | Gordon Jackson                   | «The Beastly Hun»                | Ganador   |
| 1976 | Mejor dirección en serie dramática         | Christopher Hodson               | «Women Shall Not Weep»           | Nominado  |
| 1976 | Mejor guion en serie dramática             | Alfred Shaughnessy               | «Another Year»                   | Nominado  |
| 1977 | Mejor serie dramática                      | Mejor serie dramática            | Mejor serie dramática            | Ganadora  |
| 1977 | Mejor actriz de reparto en serie dramática | Jacqueline Tong                  | Jacqueline Tong                  | Nominada  |

Premios Ivor Novello
| Año  | Categoría                  | Obra           | Autor           | Resultado |
| ---- | -------------------------- | -------------- | --------------- | --------- |
| 1976 | Mejor tema para TV o radio | The Edwardians | Alexander Faris | Ganadora  |